# Lee Thompson (Leichtathlet)
Lee Thompson (* 5. März 1997) ist ein britischer Sprinter, der sich auf den 400-Meter-Lauf spezialisiert hat.

## Sportliche Laufbahn
Erste internationale Erfahrungen sammelte Lee Thompson im Jahr 2017, als er bei den U23-Europameisterschaften in Bydgoszcz mit der britischen 4-mal-400-Meter-Staffel in 3:03,65 min die Goldmedaille gewann. Im Jahr darauf erreichte er bei den Hallenweltmeisterschaften in Birmingham das Halbfinale über 400 Meter und schied dort mit 47,14 s aus, während er mit der Staffel in 3:05,08 min Rang sechs belegte. 2019 gewann er bei den U23-Europameisterschaften in Gävle in 3:04,59 min die Silbermedaille hinter dem deutschen Team und nahm Anfang Oktober mit der Staffel an den Weltmeisterschaften in Doha teil, bei denen die britische Stafette zwar das Finale erreichte, dort ihr Rennen aber nicht beenden konnte. 2021 erreicht er bei den Halleneuropameisterschaften in Toruń bis ins Halbfinale und schied dort mit 47,42 s aus und gewann mit der Staffel in 3:06,70 min die Bronzemedaille hinter den Teams aus den Niederlanden und Tschechien. Anfang Mai belegte er bei den World Athletics Relays in Chorzów 3:18,87 min den fünften Platz in der Mixed-Staffel.
2018 wurde Thompson britischer Hallenmeister im 400-Meter-Lauf.

## Persönliche Bestleistungen
- 400 Meter: 46,20 s, 23. August 2020 in Nuneaton
  - 400 Meter (Halle): 46,23 s, 18. Februar 2018 in Birmingham